# Robin Hood, el magnífic
Robin Hood, el magnífic (títol original: Robin Hood) és una pel·lícula estatunidenco-canado-germano-britànica dirigida per John Irvin i estrenada l'any 1991. Ha estat doblada al català.

## Argument
Al segle xii, a Anglaterra. El senyor normand Folcanet i els seus homes exerceixen la seva tirania sobre els saxons en absència del rei Ricard, que ha marxat a les croades. Robert Hode, comte de Huntingdon, organitza la resistència amb un grup de saxons rebels amagats al bosc. Es farà dir Robin Hood.

## Repartiment
- Patrick Bergin: Sir Robert Hode / Robin Hood
- Uma Thurman: Dame Marianne
- Jürgen Prochnow: Sir Miles Folcanet
- Jeroen Krabbé: Baró Roger Daguerre
- Owen Teale: Will Scarlett
- Edward Fox: Príncep John
- Danny Webb: Much

## Crítica
- Del mateix any que la comercial versió de Costner (...) No és de les millors, però l'aventura està servida. "[3]